# Peristeria leucoxantha
Peristeria leucoxantha är en orkidéart som beskrevs av Leslie Andrew Garay. Peristeria leucoxantha ingår i släktet Peristeria och familjen orkidéer. Inga underarter finns listade i Catalogue of Life.